# Лейк-Шор (Меріленд)
Лейк-Шор (англ. Lake Shore) — переписна місцевість (CDP) в США, в окрузі Енн-Арундел штату Меріленд. Населення — 19 551 особа (2020).

## Географія
Лейк-Шор розташований за координатами 39°5′52″ пн. ш. 76°29′41″ зх. д. / 39.09778° пн. ш. 76.49472° зх. д. (39.097721, -76.494787).  За даними Бюро перепису населення США в 2010 році переписна місцевість мала площу 45,65 км², з яких 34,84 км² — суходіл та 10,82 км² — водойми.

## Демографія
Згідно з переписом 2010 року, у переписній місцевості мешкало 19 477 осіб у 6962 домогосподарствах у складі 5454 родин. Густота населення становила 427 осіб/км².  Було 7375 помешкань (162/км²).
Расовий склад населення:
| - 92,1 % — білих - 3,7 % — чорних або афроамериканців - 1,3 % — азіатів - 0,3 % — корінних американців - 0,1 % — вихідців з тихоокеанських островів |

До двох чи більше рас належало 1,9 %. Частка іспаномовних становила 2,2 % від усіх жителів.
За віковим діапазоном населення розподілялося таким чином: 23,3 % — особи молодші 18 років, 64,8 % — особи у віці 18—64 років, 11,9 % — особи у віці 65 років та старші. Медіана віку мешканця становила 41,3 року. На 100 осіб жіночої статі у переписній місцевості припадало 99,2 чоловіків;  на 100 жінок у віці від 18 років та старших — 97,1 чоловіків також старших 18 років.
Середній дохід на одне домашнє господарство  становив 110 806 доларів США (медіана — 94 203), а середній дохід на одну сім'ю — 119 856 доларів (медіана — 109 179). Медіана доходів становила 66 320 доларів для чоловіків та 51 432 долари для жінок. За межею бідності перебувало 2,5 % осіб, у тому числі 1,5 % дітей у віці до 18 років та 1,3 % осіб у віці 65 років та старших.
Цивільне працевлаштоване населення становило 10 625 осіб. Основні галузі зайнятості: освіта, охорона здоров'я та соціальна допомога — 19,0 %, науковці, спеціалісти, менеджери — 14,5 %, публічна адміністрація — 11,2 %, роздрібна торгівля — 10,7 %.